# إس إل بايربا
إس إل بايربا (بالإنجليزية: S. L. Bhyrappa)‏ (20 أغسطس 1931 في منطقة حسن - ) مؤلف، وكاتب من الهند.

## الجوائز
- جائزة أكاديمية شايتا  [لغات أخرى]‏[1]
- جائزة بادما شري في الآداب والتعليم ‏
- جائزة ساراسواتي [الإنجليزية]‏